# 喀拉布勒根乡
喀拉布勒根乡，是中华人民共和国新疆维吾尔自治区阿勒泰地区富蕴县下辖的一个乡镇级行政单位。

## 行政区划
喀拉布勒根乡下辖以下地区：
喀拉塔斯村、喀拉苏村、喀拉卓勒村、阔克铁热克村、巴拉尔茨村、吉别特村、加木克村和哈拉恰海村。